# Савршени странац
Савршени странац (енгл. Perfect Stranger) амерички је психолошки трилер из 2007. у режији Џејмса Фолија. Главне улоге тумаче Хале Бери и Брус Вилис.

## Радња
Када истраживачка новинарка Ровена Прајс (Хале Бери) схвати да је убиство њене пријатељице можда повезано с моћним менаџером Харисоном Хилом (Брус Вилис), она мења идентитет уз помоћ свога сарадника, Мајлса Хејлија (Ђовани Рибизи), у Кетрин, сезонску радницу у Хиловој агенцији, и у Веронику, девојку с којом Хил флертује преко интернета.
Ровена ће опколити свој плен са свих страна и притом сазнати да није само она променила идентитет. Што се више Ровена приближава истини, то боље видимо што све људи чине како би сачували своје тајне.

## Улоге
| Глумац            | Улога         |
| ----------------- | ------------- |
| Хале Бери         | Ровена Прајс  |
| Брус Вилис        | Харисон Хил   |
| Ђовани Рибизи     | Мајлс Хејли   |
| Флоренсија Лозано | Карен Техада  |
| Џејсон Антун      | Бил Пател     |
| Пети Д’Арбанвил   | Есмералда     |
| Џејн Бредбери     | Кенет Фелпс   |
| Гари Дордан       | Камерон       |
| Клија Луис        | Џина          |
| Данијела ван Грас | Џози          |
| Тамара Фелдман    | Бетани        |
| Дирдри Лоренц     | Вероника      |
| Ники Ејкокс       | Грејс Клејтон |